# Resolutie 1777 Veiligheidsraad Verenigde Naties
Resolutie 1777 van de Veiligheidsraad van de Verenigde Naties werd unaniem door de VN-Veiligheidsraad aangenomen op 20 september 2007 en verlengde de VN-vredesmissie in Liberia met ruim een jaar.

## Achtergrond
Na de hoogtijdagen onder het decennialange bestuur van William Tubman, die in 1971 overleed, greep Samuel Doe de macht. Diens dictatoriale regime ontwrichtte de economie en er ontstonden rebellengroepen tegen zijn bewind, waaronder die van de latere president Charles Taylor. In 1989 leidde de situatie tot een burgeroorlog waarin de president vermoord werd. De oorlog bleef nog doorgaan tot 1996. Bij de verkiezingen in 1997 werd Charles Taylor verkozen en in 1999 ontstond opnieuw een burgeroorlog toen hem vijandige rebellengroepen delen van het land overnamen. Pas in 2003 kwam er een staakt-het-vuren en werden VN-troepen gestuurd. Taylor ging in ballingschap en de regering van zijn opvolger werd al snel vervangen door een overgangsregering. In 2005 volgden opnieuw verkiezingen, waarna Ellen Johnson-Sirleaf de nieuwe president werd.

## Inhoud

### Waarnemingen
Liberia spande zich nog steeds in om het bestuur te verbeteren, corruptie te bestrijden en controle te verwerven over haar natuurlijke rijkdommen. Er werd ook vooruitgang geboekt met de heropbouw en uitrusting van de nationale politie en ook de hervorming van het leger was aangevat.

### Handelingen
De Veiligheidsraad verlengde het mandaat van de VN-missie in Liberia tot 30 september 2008. Ze was ook van plan de secretaris-generaal toe te staan tijdelijk troepen uit te wisselen met de UNOCI-vredesmissie in buurland Ivoorkust. De secretaris-generaal beval ook aan om het militaire component van UNMIL tussen oktober 2007 en september 2008 met 2450 manschappen in te krimpen en het politiecomponent tussen april 2008 en december 2010 met 498 agenten in te krimpen.

## Verwante resoluties
- Resolutie 1753 Veiligheidsraad Verenigde Naties
- Resolutie 1760 Veiligheidsraad Verenigde Naties
- Resolutie 1792 Veiligheidsraad Verenigde Naties
- Resolutie 1819 Veiligheidsraad Verenigde Naties (2008)

Lijst ·  1739 ·  1740 ·  1741 ·  1742 ·  1743 ·  1744 ·  1745 ·  1746 ·  1747 ·  1748 ·  1749 ·  1750 ·  1751 ·  1752 ·  1753 ·  1754 ·  1755 ·  1756 ·  1757 ·  1758 ·  1759 ·  1760 ·  1761 ·  1762 ·  1763 ·  1764 ·  1765 ·  1766 ·  1767 ·  1768 ·  1769 ·  1770 ·  1771 ·  1772 ·  1773 ·  1774 ·  1775 ·  1776 ·  1777 ·  1778 ·  1779 ·  1780 ·  1781 ·  1782 ·  1783 ·  1784 ·  1785 ·  1786 ·  1787 ·  1788 ·  1789 ·  1790 ·  1791 ·  1792 ·  1793 ·  1794